# Bank DNA
Bank DNA, repozytorium DNA – wyspecjalizowana instytucja (laboratorium) zajmująca się w celach naukowych lub komercyjnych  przechowywaniem i badaniem wyselekcjonowanego materiału genetycznego pozyskiwanego od różnych organizmów żywych. 
Większość DNA znajdującego się w bankach wykorzystuje się w celu stworzenia wydajniejszych i bardziej przyjaznych dla środowiska gatunków roślin rolniczych. Niektóre banki DNA przechowują DNA gatunków rzadkich lub ginących w celu zapewnienia ich przetrwania.
Banki przechowują też ludzki materiał genetyczny z myślą o indywidualnych, przyszłych korzyściach medycznych oraz dla ochrony zdrowia potomków. Gromadzone tam próbki stanowią podstawę do badań nad patologią molekularną zaburzeń genetycznych. Oczekuje się, że dzięki powstaniu banków DNA uda się zrealizować wiele celów takich jak: uzyskanie wglądu w uwarunkowania genetyczne i środowiskowe chorób dziedzicznych, dostosowanie terapii do indywidualnych cech genetycznych pacjenta (medycyna spersonalizowana), opracowanie nowych leków lub odkrycie nowych markerów molekularnych dla wielu chorób. Powyższe odkrycia umożliwią podjęcie działań prewencyjnych gdyż dzięki potwierdzeniu przez badanie molekularne prognozy będą pewniejsze natomiast metody lecznicze bardziej skuteczne i dopasowane do konkretnego pacjenta.

## Gromadzenie próbek ludzkiego DNA

### Dla celów medycznych
Każdy człowiek może bezpiecznie ulokować swoje DNA w dowolnie wybranym przez siebie banku na okres sięgający nawet 40 lat. Możliwość przechowania udostępniono została stworzona z myślą o przyszłości, w której DNA pojedynczego człowieka będzie stanowiło podstawowy „parametr kliniczny” informujący lekarza o bieżącym, przeszłym i przyszłym stanie zdrowia pacjenta, mówiącym o jego podatności na zachorowania na konkretnego typy schorzenia oraz podpowiadający wybór optymalnego schematu leczenia.
Oczekuje się, że niedługo medycyna będzie podejmowała większość działań w zakresie diagnostyki i lecznictwa chorób w oparciu o zapis genetyczny swoich pacjentów. Przyszła medycyna wykorzystująca w znacznie większym stopniu informacje zawarte w DNA w wielu przypadkach będzie mogła dużo więcej zdziałać dla chorego dysponując jego informacją genetyczną z przeszłości oraz danymi molekularnymi jego krewnych. 
Porównanie pełnego zapisu materiału genetycznego danego pacjenta z różnych okresów jego życia będzie pozwalało wyłonić wszelkie zaburzenia jakie pojawiły się z upływem czasu w jego DNA, oraz takie, które zadecydowały o pogorszeniu stanu jego zdrowia, lub które stanowią realne ryzyko wystąpienia określonego stanu patologicznego w jego organizmie. Porównanie genomów członków rodziny obciążonych chorobą genetyczną o nieznanym podłożu molekularnym pozwoli w przyszłości w krótkim czasie wyłonić czynniki genetyczne determinujące jej rozwój i tym samym pomóc w leczeniu choroby oraz umożliwić jej szybkie wykrywanie u potomków.
Za szczególnie istotne uznaje się przechowywanie DNA osób w podeszłym wieku i osób terminalnie chorych, których materiał genetyczny niesie cenną wiedzę medyczną mogącą odegrać rolę w ochronie zdrowia członków rodziny.

### Dla celów niemedycznych
DNA przechowuje się także, aby uniknąć sporów natury prawnej gdyż DNA może posłużyć za dowód pokrewieństwa przydatny w rozwiązywaniu spraw spadkowych. Materiał genetyczny to także idealne narzędzie do identyfikacji osób.
Jedynym Bankiem w Polsce oferującym kompleksowe usługi przechowywania i badania DNA jest mający swoją placówkę we Wrocławiu Europejski Bank DNA -  .

## Przykłady banków DNA na świecie
- japoński bank DNA - National Institute of Agrobiological Sciences kolekcjonuje materiał genetyczny roślin i zwierząt w celach naukowych
- Bank DNA RBG Kew
- Sieć Banków DNA. dnabank-network.org. [zarchiwizowane z tego adresu (2013-08-21)].